# Julio César Romero
Julio César Romero Insfrán (* 28. August 1960 in Luque), auch bekannt unter seinem Spitznamen Romerito, ist ein ehemaliger paraguayischer Fußballspieler.
Romero spielte in seiner Laufbahn unter anderem für Sportivo Luqueño, New York Cosmos, Fluminense Rio de Janeiro, den FC Barcelona, den Puebla FC und Olimpia Asunción.
Für die paraguayische Nationalmannschaft absolvierte er zwischen 1979 und 1986 insgesamt 32 Länderspiele und nahm 1986 an der Weltmeisterschaft in Mexiko teil.
1985 wurde Romero zu Südamerikas Fußballer des Jahres gewählt. 2004 wurde er von Pelé als einziger Paraguayer in die FIFA 100 aufgenommen.

## Erfolge
New York Cosmos
- Meister der NASL: 1980, 1982

Fluminense
- Campeonato Brasileiro de Futebol: 1984
- Staatsmeister von Rio de Janeiro: 1984, 1985

Barcelona
- Europapokalsieger: 1988/1989

Club Puebla
- Mexikanischer Meister: 1989/90
- Mexikanischer Pokalsieger: 1989/90

## Auszeichnungen
- Südamerikas Fußballer des Jahres: 1985
- Torschützenkönig der paraguayischen Primera División: 1990
- Aufnahme in die Liste der FIFA 100: 2004